# Pierina Less
Pierina Less Santolalla  (Lima,20 de febrero de 1976) es una cantante y compositora peruana. Fue la vocalista y líder de la banda de rock Madre Matilda en donde pudo concitar la atención de medios nacionales y extranjeros como MTV entre otros. Tras la disolución de la banda a fines de 2002, empezó a incursionar en géneros como el pop y el jazz. Ganó el premio en la nominación a Mejor Vocalista Femenina 2002 en los Miraflores Radio Music Awards y Mejor Vocalista femenina Pop/Rock 2002 realizado por el programa de radio Zona 103.

## Carrera con Madre Matilda
Inició su carrera musical en 1996 cuando junto a Carlos Salas y Giorgio Bertoli forman la banda de rock Madre Matilda. En 1998 lanzaron la primera producción discográfica titulada homónimamente Madre Matilda y en 2000 firman con Sony Music y lanzan su segunda producción titulada Círculos, disco que tendría bastante acogida y rotación por cadenas nacionales e internacionales como la MTV. En 2001 es invitada por el grupo La Ley para que interprete a dúo con Beto Cuevas el tema "El duelo" durante una gira que realizó esta banda por el Perú.
En 2002 la banda anuncia un receso y en 2003 Pierina confirma la disolución de la banda.

## Carrera como solista
Luego de la separación de Madre Matilda empezó a explorar distintos sonidos como el jazz , bossa nova entre otros géneros. En junio del 2007 fue la encargada de cerrar el Primer Festival de Rock Femenino en Perú y en octubre del mismo año lanza su primer disco como solista el cual lleva por nombre Órbita, entre las que destaca "Dame" tema cuyo videoclip fuera difundido en la cadena MTV y en 2009 deja de lado el rock e incursiona en el jazz para lanzar su segunda producción titulada Lady Jazz con versiones especiales de conocidas canciones de los años 1930 y otras décadas.

## Discografía
Con Madre Matilda
- Madre Matilda (1998)
- Círculos (2000)

Como solista
- Órbita (2007)
- Lady Jazz (2009)
- Navy Jazz (2011)[7]